# Mount Sterling (Kentucky)
Mount Sterling város az USA Kentucky államában. Lakosainak száma 7558 fő (2020. április 1.).

## Népesség
A település népességének változása:

| 2010 | 6 895 |
| 2020 | 7 558 |